# Jean Faurez
Jean Faurez est un réalisateur, scénariste et producteur de cinéma français, né le 9 février 1905 à Courbevoie et mort le 24 octobre 1980  dans le 7e arrondissement de Paris.

## Biographie
Jean Charles Faurez naît le 9 février 1905 à Courbevoie.

## Filmographie

### Réalisateur
- 1944 : Service de nuit (Une nuit comme les autres)
- 1945 : La Fille aux yeux gris
- 1946 : Couleurs de Venise (court métrage)
- 1947 : Contre-enquête
- 1948 : La Vie en rose
- 1948 : Vire-vent
- 1949 : Histoires extraordinaires (ou Histoires extraordinaires à faire peur ou à faire rire...)
- 1951 : Jep le trabucayre (film inachevé)[3]
- 1952 : Les Grenadiers de Lessach
- 1953 : La Résurrection de Barnabé
- 1954 : Georges de La Tour, peintre oublié...
- 1960 : Quai du Point-du-Jour
- 1960 : Lorraine-Escaut de Jean Faurez
- 1960 : Passant par Paris (court métrage)
- 1960 : Profondeur 4000
- 1962 : Sources de vie
- 1962 : La parole est au témoin
- 1963 : Le Petit mystère de Marly
- 1963 : Retour aux Pyrénées
- 1964 : Le Blé le plus dur

### Scénariste
Jean Faurez est également scénariste des films qu'il a réalisés.
- 1968 : Gorri le diable (feuilleton télévisé)

### Assistant réalisateur
- 1936 : Mes tantes et moi d'Yvan Noé
- 1939 :  Le Château des quatre obèses  d'Yvan Noé
- 1939 : Quartier Latin d'Alexander Esway, Christian Chamborant et Pierre Colombier
- 1940 : De Mayerling à Sarajevo de Max Ophüls
- 1942 : Signé illisible de Christian Chamborant

### Producteur
- 1942 : Opéra-musette de  René Lefèvre et Claude Renoir aîné
- 1943 : Love Around the Clock de Yvan Noé